# فینگال، تازمانیا
فینگال (به انگلیسی: Fingal) یک شهرک در استرالیا است که در تاسمانی واقع شده‌است.